# Pangkalan Kerinci Barat
Pangkalan Kerinci Barat is een bestuurslaag in het regentschap Pelalawan van de provincie Riau, Indonesië. Pangkalan Kerinci Barat telt 4817 inwoners (volkstelling 2010).